# La Schtroumpfette
La Schtroumpfette (Em Portugal: A schtroumpfzinha e A estrumpfina, no Brasil: A Strunfete e A Smurfete) é o terceiro álbum da série de quadrinhos franco-belga Les Schtroumpfs em língua francesa original, de cartunista belga Peyo. A história também foi transformada em um episódio do programa de animação dos Schtroumpfs, onde a única diferença significativa conhecida é que Schtroumpfette permanece na vila pelo resto da série. Além da história titular, ela contém outra chamada La Faim des Schtroumpfs.

## Enredo
La Schtroumpfette
Gargamel quer se vingar dos Schtroumpfs  por sua derrota humilhante nas mãos deles.  Ele decide que o plano mais horrível de destruí-los seria enviar-lhes um Schtroumpf feminino, que os seduzirá e os levará à sua destruição. Assim, ele a molda de argila e a mergulha em uma poção, criando Schtroumpfette.
Schtroumpfette é enviada para a vila dos Schtroumpfs, e os outros fazem amizade com ela, apesar de mais tarde ela ser irritante, embora com bom significado.  Ela é muito faladora, um pouco mandona, excessivamente amigável e histérica. A princípio, Schtroumpfette se parece com um Smurf masculino, com cabelos pretos desgrenhados, nariz grande e olhos bastante grosseiros, a única coisa que a separa do resto é o vestido branco; não exatamente a atraente sedutora que Gargamel tentou criar.
Alguns Schtroumpfs ficam cansados dela, então decidem fazer um truque: eles a fazem pensar que ela está acima do peso (ajustando uma balança, colocando-se em um espelho deformado, fazendo-a ouvir uma conversa desagradável ...). 
Tornando-se deprimida, ela percebe que não é bonita e Le Grand Schtroumpf decide ajudá-la: ele usa borrões de plástico nela por dias e noites, e Schtroumpfette sai com cabelos loiros, feições mais delicadas, cílios mais longos, andando e agindo com muito mais graça. 
Todos os Schtroumpfs instantaneamente se apaixonam por ela e logo depois, todos tentam seduzi-la por diferentes meios. A competição e o ciúme acabam trazendo caos e violência entre os Schtroumpfs, que estão prontos para qualquer coisa para agradá-la, até pintando a represa do rio de rosa.
A gota d'água é quando Schtroumpfette força Schtroumpf Poète a abrir a represa para ela, apenas para que ela possa ver a água jorrando. A barragem fica presa e a vila é inundada. Mesmo após o fechamento da barragem, a vila está em um estado desastroso. Quando Le Grand Schtroumpf descobre que Schtroumpfette é indiretamente responsável, ele diz a ela que ela só trouxe problemas. Furiosa, Schtroumpfette diz a todos que ela deve voltar para Gargamel. Depois de ouvir isso, Le Grand Schtroumpf ordena que ela seja presa e a coloca em julgamento.
O julgamento mostra-se bastante tendencioso, a maioria dos Schtroumpfs apoia a inocência de Schtroumpfette. Schtroumpf Farceur (que é advogado de Schtroumpfette) lembra que ela foi capaz de seduzir os Schtroumpfs por causa de Le Grand Schtroumpf, que a tornou atraente. A Schtroumpfette é declarada inocente.
Schtroumpfette não aguenta mais ver os Schtroumpfs lutando entre si por ela, então ela deixa a vila indefinidamente, deixando uma mensagem dizendo que estará de volta um dia (o que ela eventualmente faz).
Embora estejam tristes com o evento, Le Grand Schtroumpf os anima dizendo que eles devem se vingar de Gargamel e provar a ele seu próprio remédio: eles criam uma mulher humana feia e gorda de barro (como Gargamel fez com Schtroumpfette) e mande-a para a casa dele, onde ela pede desesperadamente abrigo, falando em Schtroumpf. 
A história termina com Gargamel fugindo dela, resmungando que ele se vingará.
La Faim des Schtroumpfs
O inverno está próximo e os Schtroumpfs estão coletando comida, porém, dias após o inverno chegar, o armazenamento de alimentos é destruído pelo fogo.  Para sobreviver, eles são forçados a deixar a vila e encontrar um lugar onde possam se alimentar. Depois de longos dias viajando no deserto frio, eles encontram um castelo humano onde seu senhor vive sozinho depois de perder toda a sua fortuna.  Tentando encontrar comida restante, eles tropeçam em uma sala secreta de jóias. Eles compartilham sua descoberta com o senhor, que pode comprar comida para eles. Os Schtroumpfs são capazes de voltar para a vila.

## Em outras mídias
Quando a história da Schtroumpfette foi adaptada para série de desenho animado The Smurfs (1981–1989) que foi produzida pela Hanna-Barbera Productions, a cobertura de plástico foi transferida para depois do incidente da barragem e do julgamento subsequente Com o julgamento, todos os Schtroumpfs  são retratados com raiva da traição de Schtroumpfette e só mudam de ideia quando ela confessa que é um peão de Gargamel.
Algum tempo depois de Schtroumpfette ter seu novo visual, Gargamel entra em contato com ela e depois de notar que ela mudou, ele diz que pode ajudá-la a retribuir os Schtroumpfs com uma festa surpresa ao lado do grande carvalho. Claro, acaba por ser uma armadilha. Schtroumpfette chega tarde e depois de descobrir que havia sido enganada, ela se disfarça de Schtroumpf masculino, resgata os outros Schtroumpfs  e derrota Gargamel. O episódio termina com Gargamel fugindo da mulher humana caseira que os Schtroumpfs  criaram enquanto Schtroumpfette, com sua lealdade agora claramente estabelecida, é totalmente bem-vinda à comunidade Schtroumpf.